# Europees astronautenkorps
Het  Europees astronautenkorps (Engels: European Astronaut Corps) is een groep astronauten van de ESA. Het korps is gevestigd in het Europees Astronautencentrum (EAC) in de Duitse stad Keulen. Er zijn (anno 2022) 7 actieve astronauten. Zij kunnen geselecteerd worden voor verschillende projecten, bijvoorbeeld bij ESTEC, in Star City of het Lyndon B. Johnson Space Center van NASA.

## Astronauten

### Huidige astronauten
Op dit moment zijn er 7 astronauten actief bij het Europees astronautencorps.
| Naam                     | Land       | Selectie | Tijd in de ruimte | Missies                                                                 |
| ------------------------ | ---------- | -------- | ----------------- | ----------------------------------------------------------------------- |
| Samantha Cristoforetti ♀ | Italië     | 2009     | 370d 5u 45m       | Sojoez TMA-15M, ISS Expeditie 42/43, SpaceX Crew-4, ISS-Expeditie 67/68 |
| Alexander Gerst ♂        | Duitsland  | 2009     | 362d 1h 50m       | Sojoez TMA-13M, ISS Expeditie 40/41, Sojoez MS-09, ISS-Expeditie 56/57  |
| Andreas Mogensen ♂       | Denemarken | 2009     | 9d 20u 14m        | Sojoez TMA-18M / Sojoez TMA-16M / SpaceX Crew-7, ISS-Expeditie 69/70    |
| Luca Parmitano ♂         | Italië     | 2009     | 366d 23h 1m       | Sojoez TMA-09M, ISS Expeditie 36/37, Sojoez MS-13, ISS-Expeditie 60/61  |
| Thomas Pesquet ♂         | Frankrijk  | 2009     | 396d 11h 34m      | Sojoez MS-03, ISS-Expeditie 50/51, SpaceX Crew-2,ISS-Expeditie 65/66    |
| Matthias Maurer ♂        | Duitsland  | 2015     | 176d 2h 29m       | SpaceX Crew-3, ISS-Expeditie 66/67                                      |

Alle huidige leden van het astronautenkorps zijn naar de ruimte geweest en hebben het ISS bezocht. De Franse astronaut Thomas Pesquet heeft van hen de meeste tijd in de ruimte doorgebracht. Met 396 dagen, 11 uur en 34 minuten is hij van alle Europese astronauten de meeste tijd in de ruimte doorgebracht. De Italiaanse Samantha Cristoforetti is de enige vrouw in het huidige astronautencorps. Er zijn twee andere vrouwen lid geweest van het korps: Marianne Merchez (nooit gevlogen) en Claudie Haigneré (twee missies gevlogen: één naar Mir en één naar het ISS).

### 2022 selectie
In 2021 maakte de ESA bekend op zoek te gaan naar een nieuwe selectie voor het Europese astronautenkorps. Dit maal melden meer dan 22.500 mensen zich aan. Na een selectieproces dat één jaar duurde, werden vijf astronauten geselecteerd. Tevens werd voor het eerst in de ESA geschiedenis een "reservepool" van 11 kandiaat-astronauten geselecteerd. Onder deze reservepool bevinden zich ook een persoon met een fysiek handicap.
Na een jaar training ontvingen de vijf astronautkandidaten op 22 april 2024 hun diploma en zijn daarmee officieel astronauten die in aanmerking komen voor ruimtevluchten.
| Naam                         | Land                | Rol            |
| ---------------------------- | ------------------- | -------------- |
| ♂John McFall                 | Verenigd Koninkrijk | Para-astronaut |
| ♀Rosemary Coogan             | Verenigd Koninkrijk | Astronaut      |
| ♀Sophie Adenot               | Frankrijk           | Astronaut      |
| ♂Marco Alain Sieber          | Zwitserland         | Astronaut      |
| ♂Pablo Álvarez Fernández     | Spanje              | Astronaut      |
| ♂Raphaël Liégeois            | België              | Astronaut      |
| ♀Amelie Schoenenwald         | Duitsland           | Reserve        |
| ♀Anthea Comellini            | Italië              | Reserve        |
| ♀Carmen Possnig              | Oostenrijk          | Reserve        |
| ♀Meganne Christian           | Verenigd Koninkrijk | Reserve        |
| ♀Nicola Winter               | Duitsland           | Reserve        |
| ♀Sara García Alonso          | Spanje              | Reserve        |
| ♂Aleš Svoboda                | Tsjechië            | Reserve        |
| ♂Andrea Patassa              | Italië              | Reserve        |
| ♂Arnaud Prost                | Frankrijk           | Reserve        |
| ♂Marcus Wandt                | Zweden              | Reserve        |
| ♂Sławosz Uznański-Wiśniewski | Polen               | Reserve        |

### 2009 selectie
Op 3 april 2008 maakte ESA directeur-generaal Jean-Jacques Dordain bekend dat ESA op zoek ging naar een nieuwe groep astronauten. Bijna 10.000 mensen registreerden zich om kandidaat-astronaut te worden. Van hen voldeden 8.413 kandidaten aan de door de ESA vastgestelde aanmeldingscriteria. 918 kandidaten werden geselecteerd om deel te nemen aan de eerste fase van psychologische tests. Na deze selectie bleven er 192 kandidaten over. Na een tweede fase van grondige psychologische testen bleven 80 kandidaten over die begin 2009 een medische evaluatie moesten ondergaan. Ongeveer 40 kandidaten bleven na deze ronde over en gingen door naar de laatste ronde die leidde tot de huidige selectie astronauten.

### Voormalige astronauten
Er zijn 18 voormalige astronauten van het korps. Sommige ESA-astronauten werden door andere Europese agentschappen geselecteerd en vervolgens in 1998 ingeschreven bij het European Astronaut Corps.
| Naam                   | Land                | Selectie  | Tijd in de ruimte | Missies |
| ---------------------- | ------------------- | --------- | ----------------- | --- |
| ♂Jean-François Clervoy | Frankrijk           | 1998 ESA  | 28d 03u 05m       | STS-66, STS-84, STS-103                                                                                     |
| ♂Léopold Eyharts       | Frankrijk           | 1990 CNES | 68d 21h 31m       | Sojoez TM-27, Sojoez TM-26, STS-122, ISS Expeditie 16, STS-123                                              |
| ♂Christer Fuglesang    | Zweden              | 1992 ESA  | 26d 17h 38m       | STS-116, STS-128                                                                                            |
| ♂André Kuipers         | Nederland           | 1998 ESA  | 203d 15h 51m      | Sojoez TMA-4, Delta-missie, Sojoez TMA-3, Sojoez TMA-03M, ISS Expeditie 30, ISS Expeditie 31                |
| ♂Hans Schlegel         | Duitsland           | 1987 DLR  | 22d 18h 02m       | STS-55, STS-122                                                                                             |
| ♂Maurizio Cheli        | Italië              | 1992 ESA  | 15d 17h 41m       | STS-75 |
| ♂Pedro Duque           | Spanje              | 1992 ESA  | 18d 18h 46m       | STS-95, Sojoez TMA-2, Sojoez TMA-3                                                                          |
| ♂ Reinhold Ewald       | Duitsland           | 1990 DLR  | 19d 16h 34m       | Sojoez TM-24, Sojoez TM-25                                                                                  |
| ♂Umberto Guidoni       | Italië              | 1989 ASI  | 27d 15h 10m       | STS-75, STS-100                                                                                             |
| ♀Claudie Haigneré      | Frankrijk           | 1985 CNES | 25d 14h 22m       | Sojoez TM-23, Sojoez TM-24, Sojoez TM-32, Sojoez TM-33                                                      |
| ♂Jean-Pierre Haigneré  | Frankrijk           | 1985 CNES | 209d 12h 24m      | Sojoez TM-16, Sojoez TM-17, Sojoez TM-29 (Mir EO-27)                                                        |
| ♂Ulf Merbold           | Duitsland           | 1978 ESA  | 49d 21h 36m       | STS-9, STS-42, Sojoez TM-19, Sojoez TM-20 (Euromir 94)                                                      |
| ♀Marianne Merchez      | België              | 1992 ESA  | -                 | - |
| ♂Ernst Messerschmid    | Duitsland           | 1982 DLR  | 7d 00h 44m        | STS-61-A |
| ♂Paolo Nespoli         | Italië              | 1998 ESA  | 313d 02h 36m      | STS-120, Sojoez TMA-20, ISS Expeditie 26, ISS Expeditie 27, Sojoez MS-05,ISS Expeditie 52, ISS Expeditie 53 |
| ♂Claude Nicollier      | Zwitserland         | 1978 ESA  | 42d 12h 03m       | STS-46, STS-61, STS-75, STS-103                                                                             |
| ♂Wubbo Ockels          | Nederland           | 1978 ESA  | 7d 00h 44m        | STS-61-A |
| ♂Timothy Peake         | Verenigd Koninkrijk | 2009 ESA  | 185d 22h 11m      | Sojoez TMA-19M, ISS-Expeditie 46/47                                                                         |
| ♂Philippe Perrin       | Frankrijk           | 1990 CNES | 13d 20h 35m       | STS-111 |
| ♂Thomas Reiter         | Duitsland           | 1992 ESA  | 350d 05h 35m      | Sojoez TM-22 , Mir EO-20, STS-121/116, ISS Expeditie 13, 14                                                 |
| ♂Gerhard Thiele        | Duitsland           | 1987 DLR  | 11d 05h 38m       | STS-99 |
| ♂Michel Tognini        | Frankrijk           | 1985 CNES | 18d 17h 45m       | Sojoez TM-14, Sojoez TM-15, STS-93                                                                          |
| ♂Frank De Winne        | België              | 1998 ESA  | 198d 17h 34m      | Sojoez TMA1, Sojoez TM-34, Sojoez TMA-15, ISS Expeditie 20, ISS Expeditie 21                                |
| ♂Roberto Vittori       | Italië              | 1998 ESA  | 35d 12h 26m       | Sojoez TM-33, Sojoez TM-34, Sojoez TMA-5, Sojoez TMA-6, STS-134                                             |

## Spaceshuttlemissies
Astronauten van het Europese astronautenkorps hebben deelgenomen aan een reeks missies van de Amerikaanse Spaceshuttle voordat het ISS werd gebouwd.

### Als payload-specialisten
- Ulf Merbold - STS-9 (Spacelab), STS-42 (Spacelab)
- Reinhard Furrer – STS-61-A (Spacelab-D1 Missie)
- Wubbo Ockels - STS-61-A (Spacelab-D1 Missie)
- Hans Schlegel – STS-55 (Spacelab-D2 Missie
- Ulrich Walter – STS-55 (Spacelab-D2 Mission)

### Als missiespecialisten
- Claude Nicollier - STS-46, STS-61, STS-75, STS-103
- Maurizio Cheli - STS-75
- Jean-François Clervoy - STS-66, STS-84, STS-103
- Gerhard Thiele - STS-99
- Pedro Duque - STS-95

## Missies naar Mir/ISS

### Bezoeken aan Mir
Astronauten van het Europese astronautenkorps hebben ook deelgenomen aan missies naar Mir aan boord van de Sojoez of aan boord van de Spaceshuttle.
- Ulf Merbold - Euromir 94 - Sojoez TM-20 - 03.10. - 04.11.1994
- Thomas Reiter - Euromir 95 - Sojoez TM-22 - 03.09.1995 - 29.02.1996
- Jean-François Clervoy - STS-84

### Bezoeken aan ISS
De volgende astronauten van de ESA hebben het ISS bezocht:
- Guidoni, ESA, 9de ISS Vlucht (6A) MPLM Raffaello, STS-100/ISS
- Vittori, ASI Eneide, Sojoez/ISS
- Vittori, ASI Marco Polo, Soejoez/ISS
- Claudie Haigneré, CNES Andromède, Sojoez/ISS
- Perrin , NASA/CNES, ISS assemblage vlucht UF-2, STS-111/ISS
- De Winne, ESA, Odissea, Sojoez/ISS
- Duque, ESA, Cervantes, Sojoez/ISS
- Kuipers, ESA, Delta-missie, 8S/ISS
- Reiter, ESA Astrolab, ISS assemblage vlucht ULF 1.1, STS-121/ISS, ISS Expeditie 13
- Fuglesang, ESA Celsius, ISS assemblage vlucht 12A.1, STS-116/ISS
- Nespoli, ESA Esperia, ISS assemblage vluchtt 10A, STS-120/ISS
- Schlegel, ISS assemblage vlucht 1E, STS-122/ISS
- Eyharts, STS-122/ISS, ISS Expeditie 16
- André Kuipers - ISS Expeditie 30 en ISS Expeditie 31[26][27]
- Luca Parmitano - ISS Expeditie 36, ISS Expeditie 37[28], ISS-Expeditie 60 en ISS-Expeditie 61
- Alexander Gerst - ISS Expeditie 40, ISS Expeditie 41[29], ISS-Expeditie 56 en ISS-Expeditie 57
- Timothy Peake - ISS-Expeditie 46 en ISS-Expeditie 47
- Thomas Pesquet - ISS-Expeditie 50 en ISS-Expeditie 51
- Paolo Nespoli - ISS-Expeditie 52 en ISS-Expeditie 53